# Ganbaron
Ganbaron è una serie TV giapponese del genere tokusatsu. Messa in onda nel 1977, era una versione nipponica del supereroe Superman e serviva a pubblicizzare i giocattoli della Bullmark. È da qui che nacque il Bullmark Daibaron Deluxe, il primo grande robot di metallo della storia dei giocattoli.